# Peter Winkler
Peter Mann Winkler é um matemático, autor de mais de 125 trabalhos de pesquisa em matemática e detentor de patentes em variados campos, desde criptografia até navegação marítima. Suas áreas de pesquisa incluem matemática discreta, teoria da computação e teoria das probabilidades.
Atualmente é professor de matemática e ciência da computação na Dartmouth College.
Peter Winkler estudou matemática na Universidade de Harvard, e mais tarde recebeu seu PhD em 1975 pela Universidade de Yale. Ele também atuou como professor assistente na Universidade de Stanford, professor titular na Universidade de Emory e como diretor de pesquisa matemática nos Bell Labs, Lucent Technologies.
Também publicou dois livros de problemas matemáticos: Mathematical Puzzles: A connoisseur's collection (A K Peters, 2004, ISBN 9781568812014) e Mathematical Mind-Benders (A K Peters, 2007, ISBN 9781568813363).